# Vražkov
Vražkov (en allemand : Wraschkow) est une commune du district de Litoměřice, dans la région d'Ústí nad Labem, en Tchéquie. Sa population s'élevait à 408 habitants en 2021.

## Géographie
Vražkov est arrosé par le Vražkovský potok et dominé par le mont Říp (456 m), qui se trouve sur le territoire de la commune de Mnetěš. Le village est situé à 6 km au sud de Roudnice nad Labem, à 21 km au sud-est de Litoměřice, à 36 km au sud-est d'Ústí nad Labem et à 61 km au nord-ouest de Prague.

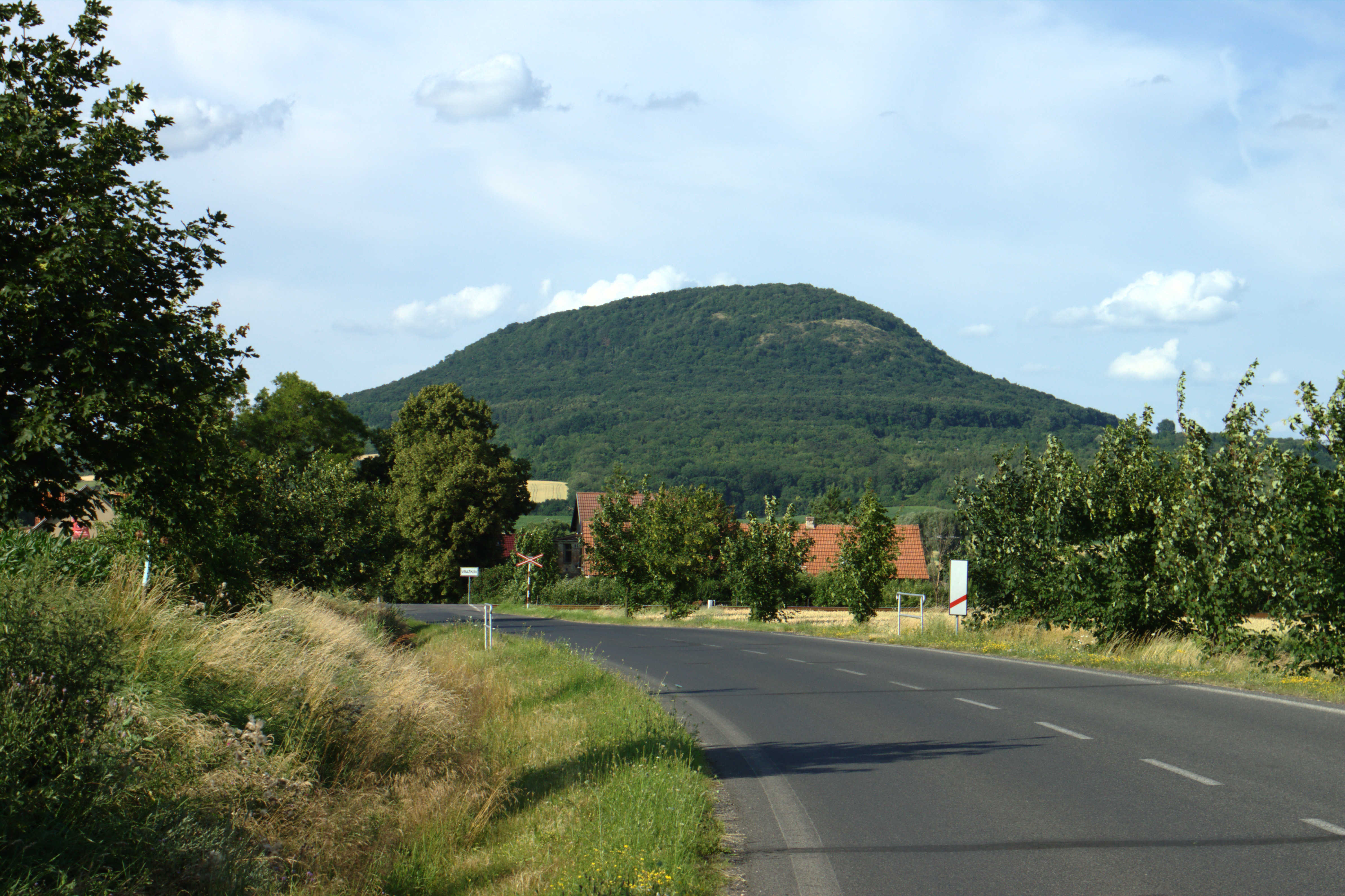
Le mont Říp, vu depuis Vražkov.
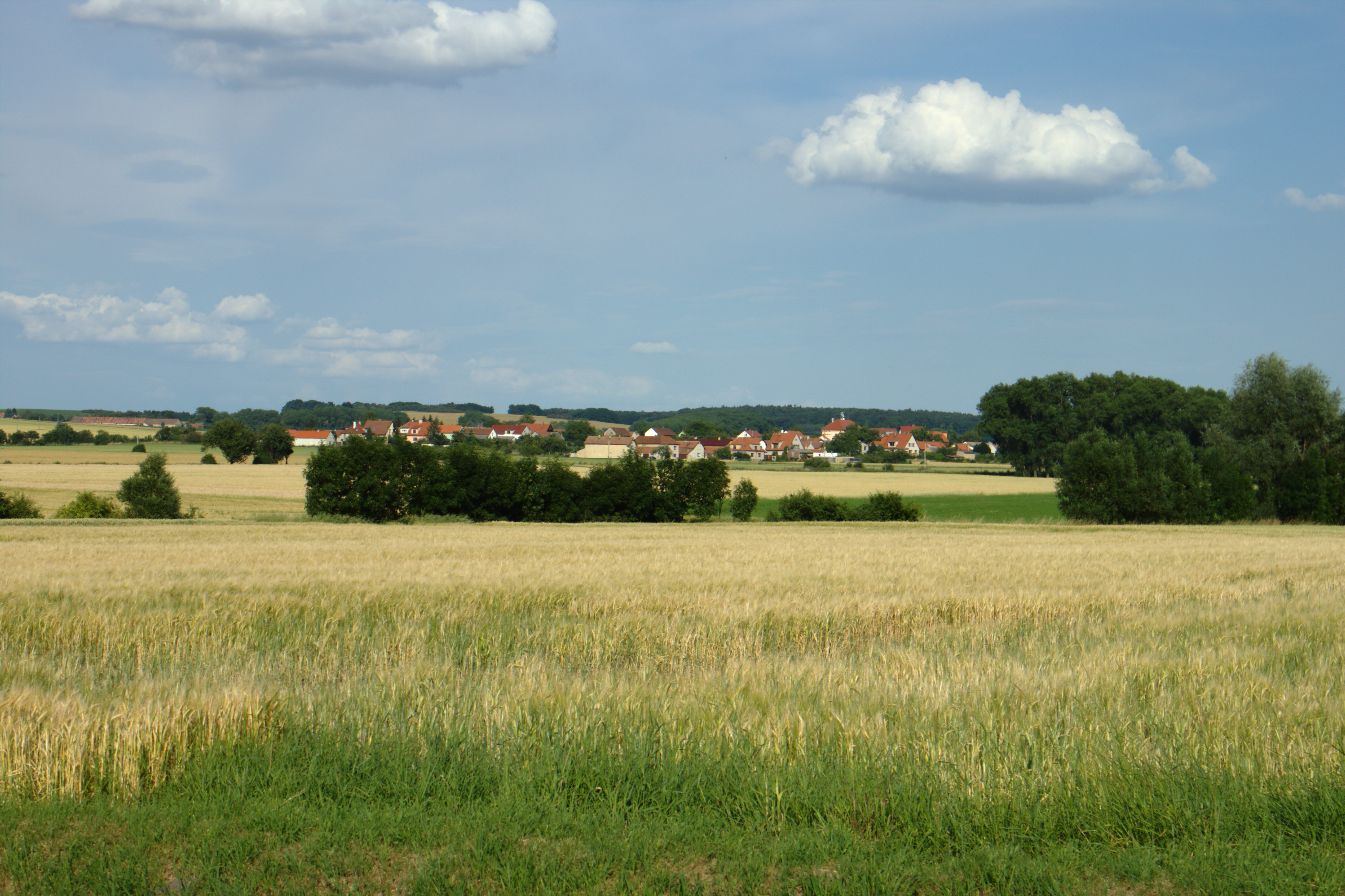
Vue générale de Vražkov.

La commune est limitée au nord par Krabčice, à l'est par Mnetěš, au sud par Straškov-Vodochody et à l'ouest par Račiněves et Kleneč.

## Histoire
La première mention écrite du village date de 1100.

## Galerie

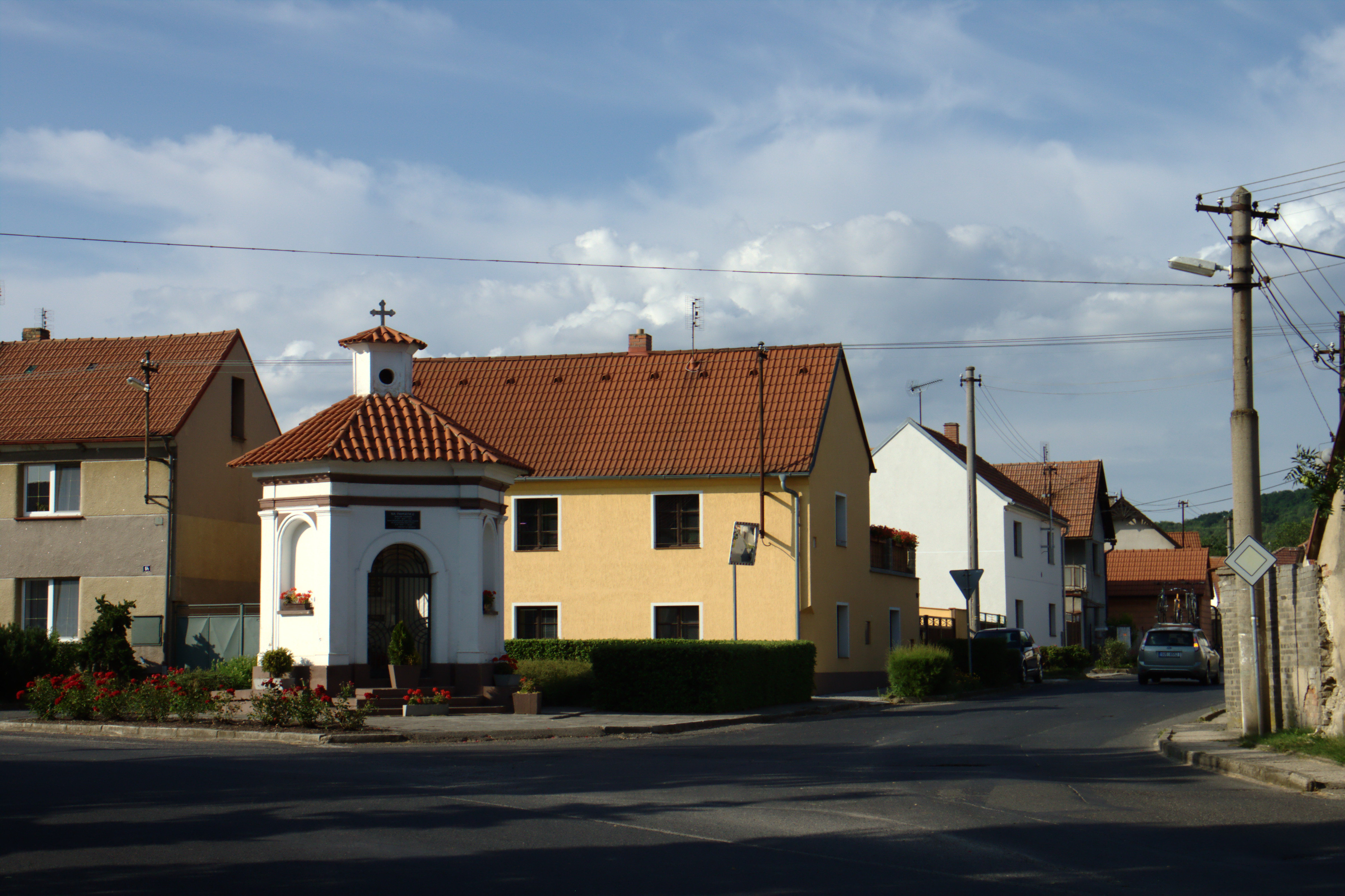
Chapelle dans le centre du village.
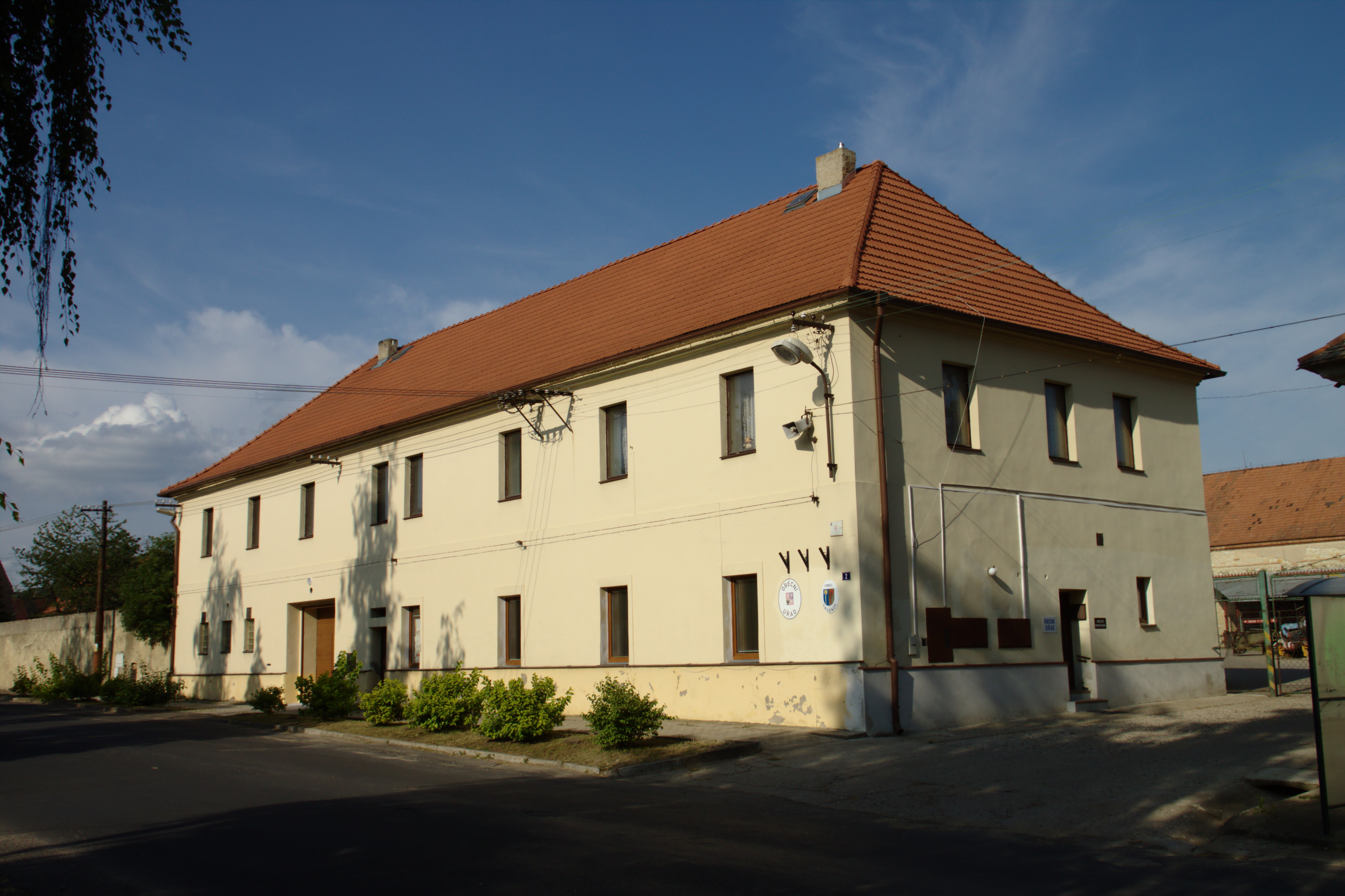
Mairie de Vražkov.

## Transports
Par la route, Vražkov se trouve à 9 km de Roudnice nad Labem, à 27 km de Litoměřice, à 51 km d'Ústí nad Labem  et à 42 km de Prague.